# Nueva Estrella
Nueva Estrella är en ort i Mexiko.   Den ligger i kommunen Amatán och delstaten Chiapas, i den sydöstra delen av landet, 700 km öster om huvudstaden Mexico City. Nueva Estrella ligger 592 meter över havet och antalet invånare är 167.
Terrängen runt Nueva Estrella är kuperad åt sydost, men åt nordväst är den bergig. Runt Nueva Estrella är det ganska tätbefolkat, med 90 invånare per kvadratkilometer. Närmaste större samhälle är Pueblo Nuevo Jolistahuacan, 17,3 km sydväst om Nueva Estrella. I omgivningarna runt Nueva Estrella växer i huvudsak städsegrön lövskog.